# الخريبة (المحاددين)

تعديل مصدري - تعديل

الخريبة محلة تابعة لقرية المحاددين، التابعة لعزلة المزاحن بمديرية فرع العدين إحدى مديريات محافظة إب في الجمهورية اليمنية، بلغ تعداد سكانها 66 حسب تعداد اليمن لعام 2004.